# Koniec Europy
Koniec Europy – dramat teatralny z 1983 w reżyserii i ze scenografią autorstwa Janusza Wiśniewskiego oraz muzyką Jerzego Satanowskiego. Wystawiony po raz pierwszy w Teatrze Nowym w Poznaniu, na 200-lecie sceny zawodowej w Poznaniu.

## Treść
Osnową sztuki jest wielki kryzys lat 30. XX wieku w rozumieniu wieloaspektowego krachu cywilizacyjnego, będący pretekstem do ukazania powtarzalnych cech i mechanizmów europejskich kryzysów społecznych w wymiarze historycznym (nawiązanie do Oswalda Spenglera i jego Zmierzchu Zachodu). Dzieło ukazuje europejski krąg kulturowy, jako strukturę norm, wartości i uregulowań rozsadzaną, niszczoną i wyjaławianą przez zanik międzyosobowych relacji, erozję wspólnotowych więzów, czy zanik poczucia solidarności. Następuje m.in. rozkład języka, zatracającego funkcję komunikacyjną. Na tej kanwie dialog staje się monologiem wyrzucanym w próżnię. Postacią centralną sztuki jest Ojciec komentujący z trudem wykonywane przez siebie czynności (dla jego biednej, żydowskiej rodziny wyprawa do Ameryki stała się niespełnioną nadzieją). Czytelne są odniesienia do twórczości Bruno Schulza (symbioza realności i mitów) oraz Franza Kafki (oczekiwanie na nierealny do ziszczenia cud).
Sztuka wyrasta z kryzysu teatru - jego znużenia i zmęczenia oraz jest próbą przezwyciężenia kryzysu tekstu w dramacie. Spektakl uaktualnił się w kontekście zmian politycznych w Europie, jakie miały miejsce w początkach XXI wieku.

## Aktorzy
W premierze zagrali m.in.: Marian Pogasz (Ojciec), Wanda Ostrowska (Kuzynka), Bolesław Idziak (Mojżesz Purecki), Andrzej Lajborek (Piękny Ambasador), Michał Grudziński (Nauczyciel-Śmierć), Jerzy Stasiuk, Zbigniew Grochal, Wiesław Komasa (Jeźdźcy i Żołnierze), Sława Kwaśniewska (Plugawa Harmonistka), Tadeusz Drzewiecki (Stryj Izmael), Wojciech Standełło (Tajemniczy Paź) i Rajmund Jakubowicz (Heretyk).

## Nagrody i krytyka
Spektakl pokazywany był m.in. w Bredzie. Otrzymał również nagrodę na Holland Festival. Nagrodzony był także na BITEF w 1983 i na Festival du film de chercheur de Nancy w 1984. Otrzymał nagrodę specjalną Festiwalu w Edynburgu.
Krytyk Witalis Nowicki na łamach Przewodnika Katolickiego w 1983 określił spektakl jako pozbawiony klarownej osi fabularnej i wewnątrztekstowej spójności, nie pozbawiony jednak nadrzędnego przesłania ideowego, jednoczącego w całość dość nieskoordynowane epizody.